# C.J. Cherryh
C.J. Cherryh, właśc. Caroline Janice Cherry (ur. 1 września 1942 w Saint Louis) – amerykańska pisarka fantasy i fantastyki naukowej. Laureatka nagród Hugo i Locusa, a także Damon Knight Memorial Grand Master Award za całokształt twórczości.
Urodziła się w Saint Louis. W 1965 roku ukończyła filologię klasyczną. Debiutowała w 1976 powieścią Brama Ivrel. Obecnie mieszka z pisarką Jane Fancher w Spokane, w stanie Waszyngton. Jest siostrą artysty Davida A. Cherry’ego.

### CyklUnia/Sojusz

#### Wojny Kompanii
- Czas ciążenia (Heavy Time, 1991)
- Hellburner (Hellburner, 1992)
- Stacja Podspodzie (Downbelow Station, 1981); także jako Ludzie z gwiazdy Pella
- Kupieckie szczęście (Merchanter's Luck, 1982)
- Rimrunners (1989)
- Punkt potrójny (Tripoint, 1994)
- Finity's End (1998)

#### The Hinder Stars
- Alliance Rising (2019) [współautorka Jane Fancher(inne języki)]
- Alliance Unbound (2024) [współautorka Jane Fancher(inne języki)]

#### Era zbliżenia
- Region Węża (Serpent’s Reach, 1980)
- 40000 z Gehenny (Forty Thousand in Gehenna, 1983)
- Cyteen (1988); wydane w trzech tomach
  - Cyteen. Zdrada (Cyteen: Betrayal)
  - Cyteen. Powtórne narodziny (Cyteen: Reborn)
  - Cyteen. Oczyszczenie (Cyteen: Vindication)
- Regenesis (2009)

#### Wojny Mri
- Gasnące słońce: Kesrith (The Faded Sun: Kesrith, 1978)
- The Faded Sun: Shon'Jir (1979)
- The Faded Sun: Kutath (1980)

#### Merovingen Nights (okres Wojen Mri)
- Angel with the Sword (1985)
- Merovingen Nights – seria siedmiu antologii zawierających opowiadania autorstwa Cherryh i innych pisarzy
  - Festival Moon (1987)
  - Fever Season (1987)
  - Troubled Waters (1988)
  - Smuggler’s Gold (1988)
  - Divine Right (1989)
  - Floodtide (1990)
  - Endgame (1991)

#### The Chanur Novels
- The Pride of Chanur (1981)
- Chanur's Venture (1984)
- The Kif Strike Back (1985)
- Chanur's Homecoming (1986)
- Chanur's Legacy (1992)

#### The Age of Exploration
- Port Eternity (1982)
- Voyager in Night (1984)
- Cuckoo's Egg (1985)

#### The Hanan Rebellion
- Brothers of Earth (1976)
- Hunter of Worlds (1977)

### CyklMorgaine
- Brama Ivrel (Gate of Ivrel, 1976)
- Studnia Shiuanu (Well of Shiuan, 1978)
- Ognie Azeroth (Fires of Azeroth, 1979)
- Brama Wygnania (Exile's Gate, 1988)

### Ealdwood
- The Dreamstone (1983) – zawiera poprawioną wersję opowiadania The Dreamstone i nowelę Ealdwood
- The Tree of Swords and Jewels (1983)

### Rosyjska trylogia
- Rusalka (1989)
- Chernevog (1990)
- Yvgenie (1991)

### CyklPrzybysz
- Przybysz (Foreigner, 1994)
- Najeźdźca (Invader, 1995)
- Spadkobierca (Inheritor, 1996)
- Prekursor (Precursor, 1999)
- Defender (2001)
- Explorer (2003)
- Destroyer (2005)
- Pretender (2006)
- Deliverer (2007)
- Conspirator (2009)
- Deceiver (2010)
- Betrayer (2011)
- Intruder (2012)
- Protector (2013)
- Peacemaker (2014)
- Tracker (2015)
- Visitor (2016)
- Convergence (2017)
- Emergence (2018)
- Resurgence (2020)
- Divergence (2020)

### Finisterre
- Rider at the Gate (1995)
- Cloud's Rider (1996)

### CyklForteca
- Forteca w źrenicy czasu (Fortress in the Eye of Time, 1995)
- Forteca orłów (Fortress of Eagles, 1998)
- Forteca sów (Fortress of Owls, 2000)
- Forteca smoków (Fortress of Dragons, 2001)
- Fortress of Ice, 2006

### Gene Wars
- Ogień z nieba (Hammerfall, 2001)
- Forge of Heaven (2004)

### Inne powieści
- Hestia (1979)
- Wave Without a Shore (1981)
- Legions of Hell (1987)
- The Paladin (1988)
- The Goblin Mirror (1992)
- Faery in Shadow (1994)

### Zbiory opowiadań
- Sunfall (1981)
- Visible Light (1986)
- Glass and Amber (1987)

## Nagrody
- Nagroda im. Johna W. Campbella dla nowego pisarza (1977)
- Nagroda Hugo za najlepszą powieść: Stacja Podspodzie (1982) i Cyteen (1989)
- Nagroda Hugo za najlepsze opowiadanie: Cassandra (1979)
- Nagroda Locusa za najlepszą powieść Cyteen (1988)